# В августе 44-го…
«В августе 44-го…» (бел. У жніўні 44-га…) — фильм Михаила Пташука по роману Владимира Богомолова «В августе сорок четвёртого» («Момент истины»), созданный в 2000 году на киностудии «Беларусьфильм».

## Сюжет
Август 1944 года. На территории освобождённой Белоруссии в тылу советских войск действуют вражеские агенты. В эфир регулярно выходит радиостанция с позывными «КАО», передающая шифрованные радиограммы. Контрразведчикам из Смерша, троим офицерам во главе с капитаном Алёхиным, поручено в кратчайшие сроки разыскать разведгруппу противника. Ситуация осложняется тем, что в районе действует множество подпольных польских националистических военизированных групп, диверсионных групп противника, оставшихся на территории Западной Белоруссии при немецком отступлении, местных бандформирований, включающих бывших полицаев и противников советской власти.
Обстановка накаляется, когда в результате дешифрования радиограмм становится известно, что передаваемые группой сведения ставят под угрозу успех стратегической военной операции в Прибалтике. Розыск радиостанции с позывным «КАО» взят под контроль Ставкой, фактически — Сталиным лично. Принимается решение провести масштабную операцию по прочёсыванию местности с привлечением войск НКВД. Капитан Алёхин, как и его непосредственное начальство, понимает, что войсковая операция означает провал всех ранее предпринятых поисковых мероприятий, так как даже в случае удачного её исхода вражеские агенты скорее всего будут убиты, что сделает невозможным вскрытие вражеской агентурной сети в данном районе. Кроме того, войсковая операция означает, что оперативники не справились с задачей и понесут наказание. Для заместителя наркома госбезопасности, отвечающего за поиск вражеских агентов, это означает только одно — снятие с должности. Похожие последствия грозят и непосредственному начальству Алёхина. Алёхину и его оперативной группе, однако, удаётся определить предполагаемое место следующего сеанса радиосвязи неуловимой «КАО» и устроить засаду.

## История создания
Это вторая попытка экранизации романа. Первую, неудачную, в 1975 году предпринял литовский режиссёр Витаутас Жалакявичюс. В экранизации Жалакявичюса роль Алёхина исполнял Сергей Шакуров, Таманцева — Анатолий Азо, водителя Хижняка — Борислав Брондуков, генерала Егорова — Бронюс Бабкаускас. Бабкаускас умер во время съёмок, и это послужило одной из причин того, что та картина так и не была закончена. Также недоволен отснятым материалом был автор романа Богомолов.
Александр Градский в ходе работы над музыкой вступил в конфликт с создателями фильма и более в кино не работал: «…Если бы не было конкретных примеров, какой должна быть музыка в кино, я бы ещё мог сказать о себе, что я какой-то претенциозный дурачок. Но когда на тех же колонках, в том же зале некий американский фильм звучит ТАК, и я знаю, как сделать, чтобы наш фильм звучал ТАК ЖЕ, а мне говорят, что это совершенно невозможно… Тогда мне становится не по себе. Вот я пытаюсь в своей последней картине, „В августе 44-го…“, сделать так, как надо, а мне продюсер, режиссёр, звукорежиссёр рассказывают, что это нельзя… <…> Потом, после премьеры, продюсер мне встречается, говорит: „Да, что-то вот там музыка как-то не так…“ Я говорю: „Я даже знаю, кто это сделал!“ Он говорит: „Кто?“ Я говорю: „Это ты сделал! Ты помнишь, я встал и вышел? Вот я встал и вышел! А ты — остался!“».

## В ролях
- Евгений Миронов — капитан Павел Васильевич Алёхин
- Владислав Галкин — старший лейтенант Евгений Таманцев
- Юрий Колокольников — лейтенант Андрей Блинов
- Беата Тышкевич — Гролинская, хозяйка дома
- Алексей Петренко — генерал-лейтенант Алексей Николаевич Егоров, начальник управления контрразведки 3-го Белорусского фронта
- Александр Феклистов — подполковник Николай Фёдорович Поляков, начальник отдела управления контрразведки 3-го Белорусского фронта
- Александр Балуев — «капитан Алексей Павлович Елатомцев» / Иван Григорьевич Мищенко, старший разыскиваемой группы
- Юрий Пристром — «Николай Чубаров», член группы Мищенко в форме старшего лейтенанта
- Александр Ефимов — Сергей, радист группы Мищенко в форме лейтенанта
- Рамаз Чхиквадзе — Иосиф Виссарионович Сталин, Верховный Главнокомандующий
- Николай Кириченко — генерал-майор Мохов
- Ярослав Бойко — капитан Аникушин, офицер лидской комендатуры
- Анджей Печиньский — Станислав Свирид, горбун-хуторянин
- Каролина Грушка — Юлия, работница на хуторе, любовница Казимира Павловского
- Радослав Пазура — Казимир Павловский, диверсант из группы Мищенко
- Александр Лабуш — Васюков, председатель сельсовета
- Виктор Павлов — майор, начальник продсклада
- Алексей Панин — ефрейтор Борискин, шофёр ЗИСа с продсклада
- Альберт Филозов — Иван Семёнович, овощевод
- Константин Соловьёв — капитан Николаев, снабженец
- Иван Лешук — лейтенант Сенцов, снабженец
- Александр Тимошкин — Абакумов, заместитель наркома обороны и начальник Главного управления контрразведки «СМЕРШ»
- Андрей Давыдов — Меркулов, нарком государственной безопасности
- Алексей Макаров — майор-танкист в «Виллисе»
- Юрий Цурило — заместитель наркома внутренних дел, комиссар ГБ 2 ранга
- Сергей Кравец — сержант Хижняк, шофёр опергруппы капитана Алёхина
- Владимир Семаго — подполковник
- Анна Казючиц — знакомая офицера комендатуры
- Анатолий Кот — лейтенант, бывший однополчанин Блинова
- Расми Джабраилов — парикмахер
- Татьяна Говорова — регулировщица

## Съёмочная группа
- Режиссёр: Михаил Пташук
- Сценарий: Владимир Богомолов (от авторства на сценарий отказался)
- Оператор: Владимир Спорышков
- Художники: Владимир Дементьев, Александр Чертович
- Композитор: Александр Градский

## Владимир Богомолов о фильме
По ряду причин автор романа попросил убрать своё имя из титров фильма.
В силу бессмыслия и непродуманных импровизаций режиссёра оказалось проваленным большинство эпизодов, в том числе и узловые, наиболее важные: «В Ставке», «В стодоле» (эпизод с генералами) и финальный — «На поляне». То, что эти эпизоды оказались проваленными, ещё пятнадцать месяцев тому назад осознала продюсерская группа, в течение трёх месяцев требовавшая отстранения режиссёра от постановки; с тем, что большинство эпизодов провалены, в марте прошлого года согласилось и Госкино России, и, наконец, 17 апреля прошлого года это признало Министерство культуры Беларуси, о чём на другой же день мне сообщили из Минска, заверив, что летом наиболее важные из проваленных эпизодов будут пересняты. В конце апреля прошлого года это была принципиальная позиция Минкульта Беларуси и Госкино России, и я с ней, разумеется, согласился.

Однако уже 16 мая мне передали, что продюсер, по соображениям экономии, финансировать пересъёмки отказался, заявив, что в состоянии сам сделать «забойный боевик» из уже отснятого материала без каких-либо пересъёмок или досъёмок. Мне сообщили, что придётся ограничиться перемонтажом и переозвучанием. После этого отснятый материал многие месяцы вымучивали. Всё свелось к вырезанию провальных, непригодных кадров и целых эпизодов. Сначала этим занимался режиссёр, а затем продюсер, который сам несколько месяцев перемонтировал и сокращал картину, однажды подрезав её — в один приём — на 13 минут экранного времени. В результате всех вырезаний осталось чисто физическое действие и случилось то, что не могло не случиться: персонажи лишились психологических характеристик, ушёл мыслительный процесс, в силу изъятия или оскопления большинства эпизодов и кадров появились порой абсурдные нестыковки и несуразности, при этом картина оказалась лишённой смыслового шампура, оказалась примитивным боевичком с изображением частного случая, что ничуть не соответствует содержанию романа.

## Показ на российском ТВ
Премьера на российском ТВ состоялась 9 мая 2002 года на телеканале НТВ. За покупку фильма в 2002 году на телерынке развернулась серьёзная борьба: на фильм претендовали «Первый канал» и канал «Россия», но канал НТВ перебил цену в полтора раза (утверждают, что фильм был куплен за 60 тысяч долларов, тогда как обычно цена на рынке того времени за качественный российский фильм колебалась в районе 30—35 тысяч долларов). Премьерный показ стал рекордным для канала НТВ: доля аудитории в Москве составила 39 %, по стране — 36 %. Затем канал в 2002—2005 годах регулярно показывал фильм на День Победы и однажды — на 23 февраля. Однако в 2005 году канал «Россия» на неназванных условиях договорился о показе фильма 23 февраля, и показ практически повторил рекорд премьерного — доля по стране составила 32,5 %. В 2010-х и 2020-х годах фильм регулярно показывался по НТВ на 9 мая.

## Фестивали
- 2001 — Международный кинофорум православного кино «Золотой Витязь» — Гран-при фестиваля[4]
- 2001 — II Международный телекинофорум «Вместе» — Приз «Лучший актёр» (Евгений Миронов)[5]